# Crane (Missouri)
Crane – miasto w Stanach Zjednoczonych, w stanie Missouri, w hrabstwie Stone.